# Brug 640

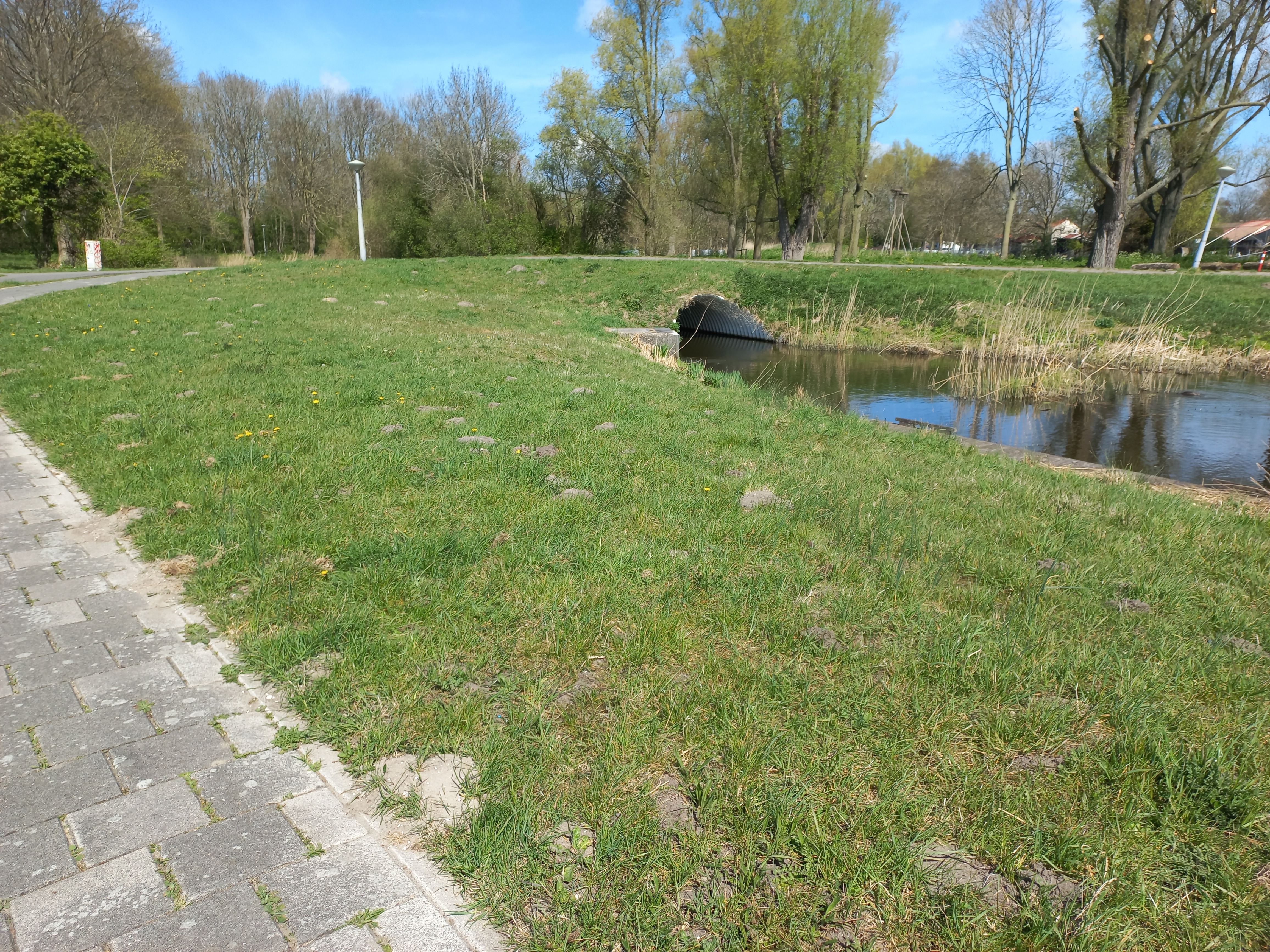
Duiker aan eind Van Karnebeekstraat (april 2022)

Brug 640 is een niet gebouwd bouwkundig kunstwerk in Amsterdam Nieuw-West.
De brug zou de verbinding leggen tussen enerzijds Van Karnebeekstraat en anderzijds Sportpark De Eendracht/Park de Kuil en  volkstuincomplex "Tigeno" in de Osdorper Binnenpolder. Tussen beide ligt een gracht annex sloot, die in zuidelijke richting aan het Ma Braunpad gelegen is, die al sinds jaar en dag de grens vormt tussen stadsbebouwing en tuinbouwgebied dat omgezet werd in sportvelden/park. De stadsbebouwing kwam hier in de late jaren vijftig en de gemeente Amsterdam begon met werkzaamheden voor een weg richting westen. Er kwamen grondwerken om een weg aan te leggen in het verlengde van de Van Karnebeekstraat, die met een knik aansloot op een “tijdelijke weg” door het voormalige tuinbouwgebied. Om de waterstroom doorgang te laten vinden werd gekozen voor een tijdelijke duiker. 
Er werd daarop ook grondwerk verricht voor de bouw van brug 640. De Van Karnebeekstraat zou met een knik naar het zuiden aansluiten op een nieuw aan te leggen weg. Op oude foto’s is nog de opbouwconstructie te zien. Weg en brug kwamen er nooit. De “tijdelijke” oplossing werd de definitieve en brug 640 werd nooit gebouwd. 
In 2021 ligt de duiker er nog steeds en voor de bebouwing van het Willem Mulierhof 55 ligt nog een grasveld, waar ooit de knik geprojecteerd was. De tijdelijke weg westwaarts kreeg op 10 juni 1970 haar definitieve naam: Nico Broekhuysenweg, een vernoeming naar Nico Broekhuysen. Voor het doorgaande verkeer is deze weg tot de Bok de Korverweg voor snelverkeer afgesloten en alleen toegankelijk voor langzaamverkeer.
<<< · 600 · 601 · 602 · 603 · 604 · 605 · 606 · 607 · 608 · 609 · 610 · 611 · 612 · 613 · 614 · 615 · 616 · 617 · 618 · 619 · 620 · 621 · 622 · 623 · 624 · 626 · 627 · 628 · 629 · 630 · 631 · 632 · 633 · 634 · 635 · 636 · 637 · 638 · 639 · 643 · 651 · 652 · 653 · 655 · 656 · 657 · 658 · 659 · 660 · 661 · 662 · 663 · 664 · 665 · 666 · 667 · 668 · 669 · 670 · 671 · 673 · 674 · 675 · 676 · 677 · 678 · 679 · 681 · 682 · 683 · 684 · 685 · 687 · 688 · 689 · 690 · 691 · 692 · 695 · 696 · 699 · >>>
Verdwenen brugnummers: 625 (afgebroken brug Sam van Houtenstraat), 640, 644, 645, 646, 647, 648, 650, 672 (duiker Cornelis Lelylaan, Rembrandtpark), 694, 698.
Nooit gebouwd: 649, 680 (nooit gebouwde brug Sloterplas).
Brugnummers 641, 642, 654, 686, 693, 694 en 697 zijn onbekend.